# Uroš Račić
Uroš Račić, född 17 mars 1998, är en serbisk fotbollsspelare som spelar för Aris.

## Klubbkarriär
I juni 2018 värvades Račić av spanska Valencia, där han skrev på ett fyraårskontrakt. Den 14 januari 2019 lånades Račić ut till Segunda División-klubben Tenerife på ett låneavtal över resten av säsongen 2018/2019. I augusti 2019 lånades han ut till portugisiska Famalicão på ett låneavtal över säsongen 2019/2020.
Den 27 september 2020 förlängde Račić sitt kontrakt i Valencia fram till 2024. Den 1 september 2022 lånades han ut till portugisiska Braga på ett säsongslån.
Den 16 augusti 2023 värvades Račić av italienska Sassuolo, där han skrev på ett treårskontrakt. Den 22 augusti 2024 lånades Račić ut till West Bromwich Albion på ett säsongslån.

## Landslagskarriär
Račić debuterade för Serbiens landslag den 24 mars 2021 i en 3–2-vinst över Irland. I november 2022 blev han uttagen i Serbiens trupp till VM 2022.